# Spaniocelyphus palmi
Spaniocelyphus palmi är en tvåvingeart som beskrevs av Frey 1941. Spaniocelyphus palmi ingår i släktet Spaniocelyphus och familjen Celyphidae. Inga underarter finns listade i Catalogue of Life.